# Neckera leichhardtii
Neckera leichhardtii är en bladmossart som beskrevs av Georg Ernst Ludwig Hampe och C. Müller 1870. Neckera leichhardtii ingår i släktet fjädermossor, och familjen Neckeraceae. Inga underarter finns listade i Catalogue of Life.